# شهرستان گرامادا
شهرستان گرامادا (به بلغاری: Gramada Municipality) یک شهرستان در بلغارستان است که در استان ویدین واقع شده‌است. شهرستان گرامادا ۱۸۴ کیلومتر مربع مساحت و ۲٬۳۸۴ نفر جمعیت دارد.